# Monodora myristica
Monodora myristica ist eine Pflanzenart innerhalb der Familie der Annonengewächse (Annonaceae). Die Samen dieses tropischen Baumes werden weithin als Gewürz, früher vor allem als kostengünstiger Muskatersatz, verkauft. Trivialnamen sind Afrikanische oder auch Falsche Muskatnuss, Jamaika-Muskatnuss und Kalabassenmuskat.

## Beschreibung

### Erscheinungsbild und Blatt

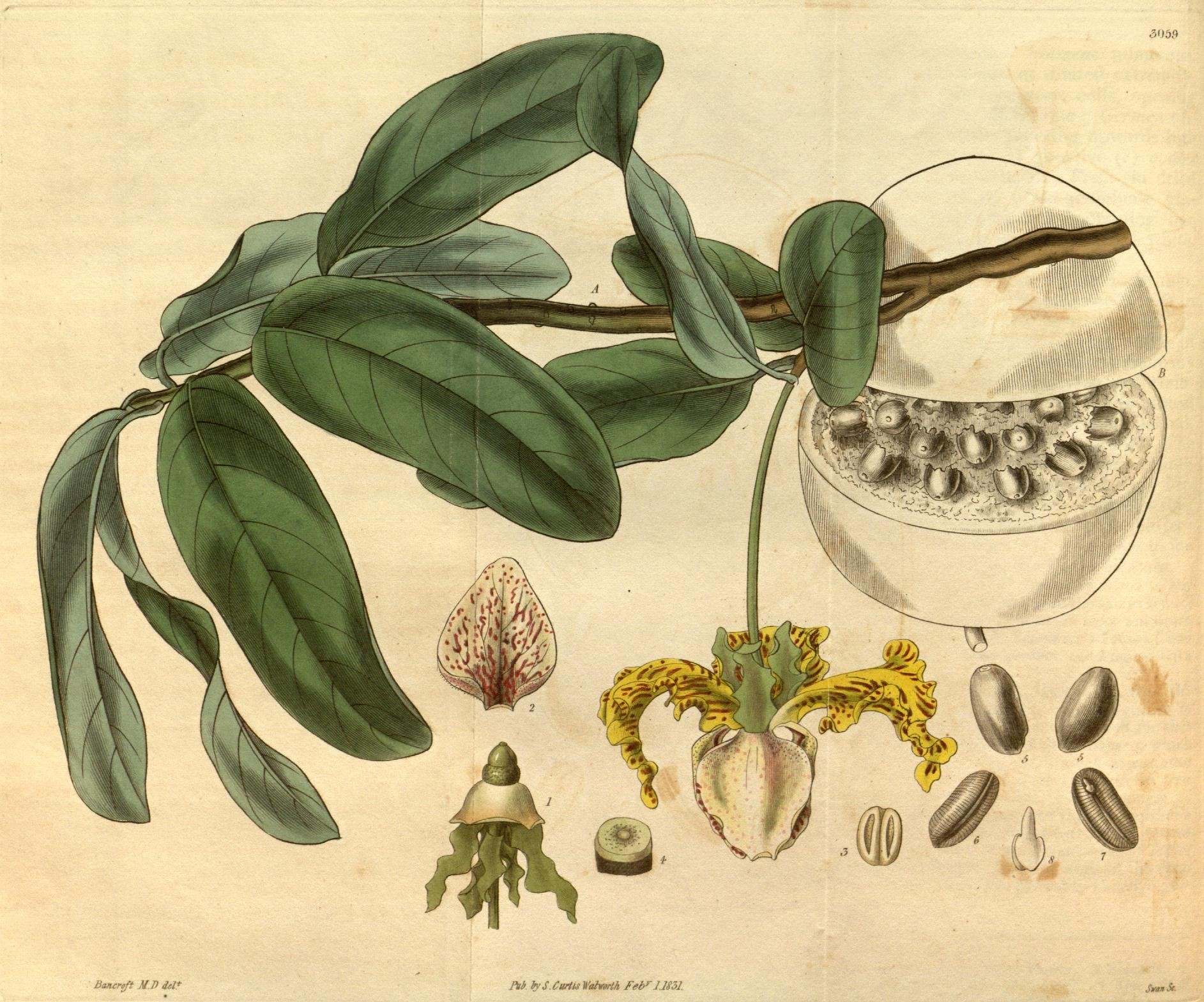
Illustration aus Curtis's Botanical Magazine, Tafel 3059

Monodora myristica wächst als laubabwerfender Baum und erreicht Wuchshöhen von 35, teilweise bis 40 Metern und Brusthöhendurchmesser von etwa 40 bis 100 Zentimetern. Der zylindrische, leicht gefurchte Stamm besitzt eine bräunliche bis gräuliche Borke, die an den Zweigen mit einem graublauen Wachsüberzug versehen ist. Ältere Zweige sind aschgrau bis braun gefärbt.
Die wechselständig an den Zweigen angeordneten Laubblätter sind in Blattstiel und Blattspreite gegliedert. Die einfache, leicht ledrige Blattspreite ist bei einer Länge von etwa 11 bis über 50 Zentimetern sowie einer Breite von 4 bis 14 Zentimetern, verkehrt-eiförmig bis elliptisch oder schmal-elliptisch, ihre Basis leicht herzförmig bis abgerundet, seltener keilförmig. Die Blattspitze ist spitz bis bespitzt oder geschwänzt, die Spitze bis 10 bis 15 Millimeter lang. Das Blatt ist auf der Unterseite heller, mit deutlich hervortretenden Blattrippen. Der Blattstiel erreicht 8 bis 14 Millimeter Länge und ist außen auf der Oberseite gefurcht.

### Blüte
Monodora myristica ist vorweiblich, protogyn. Die einzeln gegenständig zu den Blättern angeordneten und duftenden, großen, zwittrigen Blüten mit doppelter Blütenhülle sind hängend. Sie sind lang gestielt (und daran von der verwandten Monodora undulata unterscheidbar). Die Länge des Stiels reicht von 5,5 bis 30 Zentimeter, dieser ist hellgrün mit purpurnen Flecken und mit einem blaugrauen Wachsüberzug versehen. Das obere, wellige und kahle Tragblatt ist 1,5 bis 4 Zentimeter lang, grün mit purpurner Streifung und spitz bis zugespitzt. Die drei zurückgelegten, eilanzettlichen Kelchblätter sind 2 bis 4 Zentimeter lang und 0,7 bis 1,7 Zentimeter breit, sie sind grün bis rötlich, kahl und wellig. Die drei inneren und äußeren, ungleichen Kronblätter in zwei Kreisen sind basal miteinander verwachsen, der basale Teil ist 6 bis 8 Millimeter lang mit dem Blütenstiel verwachsen. Die äußeren, ausladenden, langen und rüschigen, welligen Kronblätter sind 4 bis 10,5 Zentimeter lang, mit einem Verhältnis von Länge zu Breite von etwa 1,8 bis 3, sie sind spitz und eilanzettlich. Ihre Farbe ist hellgelb mit purpurnen Streifen, Flecken bis manchmal komplett purpurrot. Die inneren, aufrechten Kronblätter sind nur 25 bis 35 Millimeter lang, mit einem Verhältnis von Länge zu Breite von etwa 1 bis 1,5. Sie sind dreieckig bis herzförmig sowie an der Basis zu einem kurzen, weißen Nagel verschmälert. Innen sind sie an der Basis mit kurzen, aufrechten Härchen besetzt. Sie sind überwiegend hellgelblich gefärbt, auf der Innenseite mit roten Flecken, außen sind sie nur wenig gefleckt und gekielt. Ihr glatter Rand ist mit kurzen, gebogenen Haaren besetzt. Die zahlreichen kurzen Staubblätter sitzen in 16 bis 20 Reihen an der oben eiförmigen Blütenachse an, sie sind etwa 2 Millimeter lang. Der oberständige, grüne Fruchtknoten überragt die Staubblätter, er ist etwa 4 bis 5 Millimeter lang und ebenso breit. Die geteilte Narbe ist relativ klein.
Monodora myristica blüht und fruchtet ganzjährig. Die auffallenden Blüten werden so weit bekannt von Fliegen bestäubt.

### Frucht und Samen

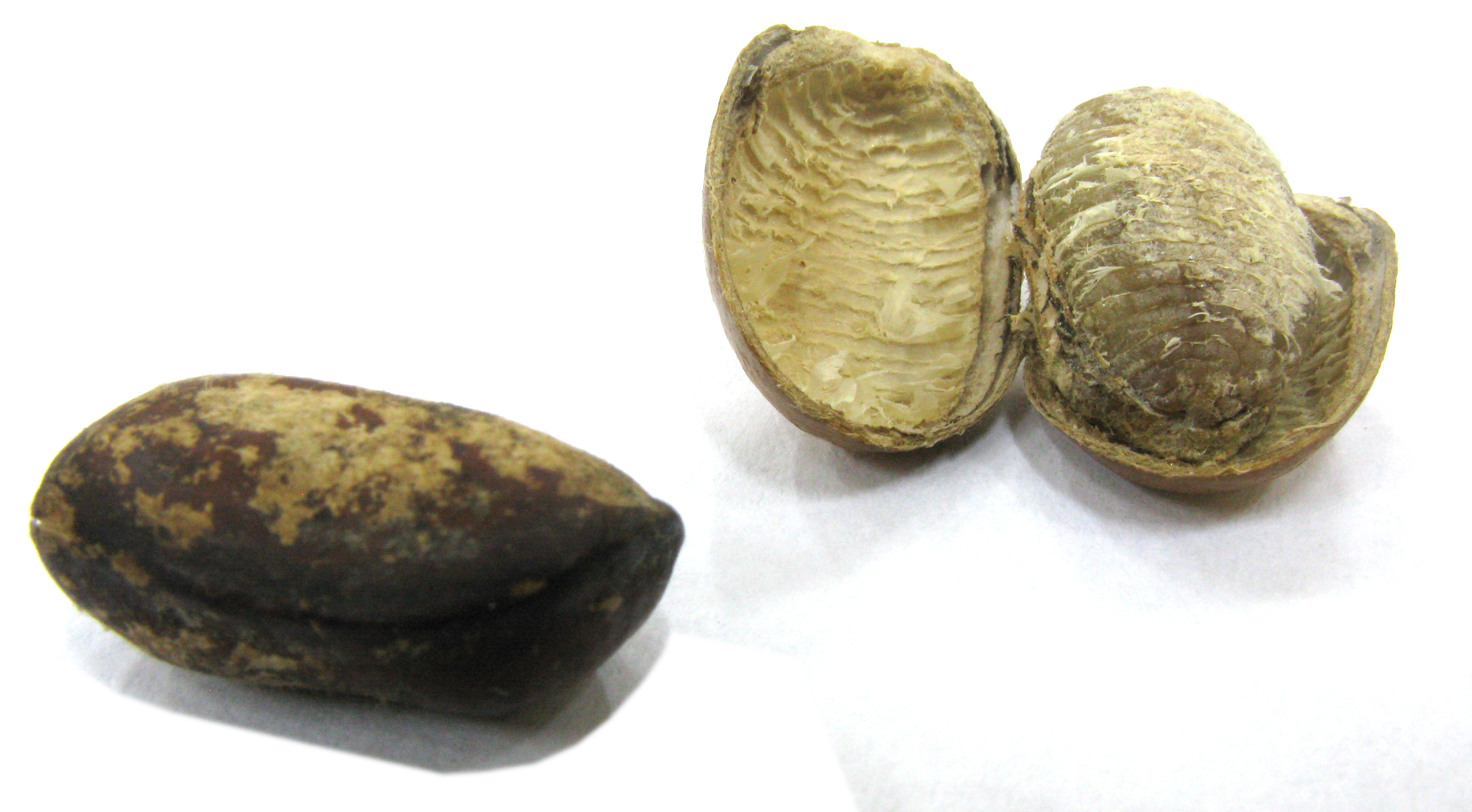
Samen

Die von dunkel braunen, 30 bis 35 Zentimeter langen, Fruchtstielen hängenden kugeligen, stark verholzten, vielsamigen Früchte erreichen etwa 9 bis 15 Zentimeter Durchmesser. Sie sind jung grün gefärbt mit weißer Fleckung, später werden sie blass gelb. Sie sind fein längsgerippt. Die darin sitzenden, 15 bis 22 Millimeter langen, braunen Samen sind in ein weißliches Fruchtfleisch eingebettet. Die sehr harten und stabilen Früchte werden nur von größeren, fruchtfressenden Arten wie Schimpansen genutzt. Die Samen enthalten 5 bis 9 % eines farblosen ätherisches Öls.

## Vorkommen
Monodora myristica wächst natürlich in immergrünen tropischen Regenwäldern von Westafrika und des westlichen Zentralafrikas, von Meereshöhe am Golf von Guinea bis in etwa 1600 Meter Höhe, von Liberia über Nigeria, Kamerun, Ghana bis Angola, im Osten bis nach Uganda und in den Westen Kenias. Sie kommt in primären und Sekundärwäldern auf sandigen bis steinigen Böden vor, meist entlang von Flüssen oder in sumpfigen Regionen.
Mit dem Sklavenhandel wurde Monodora myristica zu einem unbekannten Zeitpunkt auf die Karibik-Inseln eingeführt, wo sie sich etablierte.

## Nutzung

### Gewürze und Heilpflanze
Die aromatischen Samen werden zu Pulver gemahlen und als Würzmittel mit Muskatnuss-ähnlichem Geschmack in Speisen verwendet. In Ghana, wo die Art sowohl wild als auch kultiviert vorkommt, gehört sie zu den wichtigsten dort gehandelten Gewürzpflanzen, der Handel auf Märkten wird auf landesweit etwa 10 Tonnen täglich hochgerechnet.
Dieses Pulver wird traditionell auch der Pfeffersuppe beigefügt als anregendes Mittel zum Lösen von Verstopfung und zur Vorbeugung passiver Gebärmutterblutungen bei Frauen unmittelbar nach der Geburt des Kindes. Ebenso gilt es als Stimulans zur Förderung des Milchflusses bei der Mutter nach der Geburt des Kindes. Es hat zudem harntreibende Eigenschaften und wird auch zur Senkung von leichtem Fieber eingesetzt.
Die Rinde von Monodora myristica wird zur Behandlung von Hämorrhoidenleiden sowie von Magen- und Fieberschmerzen verwendet. In Dampfbädern findet sie als Erfrischungsmittel Verwendung und eignet sich zur Linderung der Beschwerden bei Lumbago mit Fieber.
Die Afrikanische Muskatnuss wird auch für die Herstellung von Heilsalben zur Behandlung von Rheumatismus, Arthritis und Halsentzündungen verwendet.
In der äußerlichen Anwendung kann der Samen, entweder in Puderform oder als Paste angerührt, zur Wundpflege, insbesondere zur Behandlung von Wunden, die durch den Guineawurm verursacht wurden, eingesetzt werden. Außerdem findet er auch als Mittel gegen Flöhe und Läuse Anwendung.

### Sonstige Nutzung
Das Holz von Monodora myristica ist hart. Die Samen werden auch zu Ketten verarbeitet. Die Samen von Monodora myristica werden als Insektenschutzmittel verwendet.

## Taxonomie und Phylogenie
Monodora mystica wurde 1791 durch den deutschen Botaniker Joseph Gärtner, unter dem Basionym Annona myristica, beschrieben nach dem Herbarbeleg einer auf Jamaika kultivierten Pflanze, die er von dem englischen Botaniker Joseph Banks erhalten hatte. Der französische Botaniker Michel Félix Dunal transferierte sie 1817 in die von ihm neu beschriebene Gattung Monodora. Es ist die Typusart der Gattung. Synonyme sind Monodora borealis Scott-Elliot, Monodora claessensii De Wildeman, Monodora unwinii Hutchinson & Dalziel.
Nach genetischen Daten gehört Monodora myristica in eine Klade von Vertretern der Gattung, die vor allem im westlichen und zentralen Afrika verbreitet sind. Schwesterart wäre Monodora laurentii, weitere nahe verwandte Arten sind Monodora crispata, Monodora tenuifolia und Monodora undulata.